# 蔣義 (唐朝)
蒋（747年—821年），本名蒋武，字德源，唐代义兴（即今宜兴）人。
祖蒋瑰，开元中弘文馆学士。父蒋将明是集賢殿學士。吴兢之外孙。蒋武七歲好庾信之《哀江南賦》，安史之乱后，隨父整理集贤院藏书，得两万余卷。娶宰相张镒之女。唐宪宗讨伐王承宗后，蒋武请求改名为乂，意在劝宪宗偃武修文，宪宗悦，群臣也从中看出宪宗厌兵之意。官迁至右谏议大夫，封义兴县公，谥懿。著《大唐宰辅录》七十卷、《凌烟阁功臣》、《秦府十八学士》、《史臣》等传四十卷。

## 子孙
- 蒋系，检校左仆射，淮阳郡公
  - 蒋兆
    - 蒋承初，字昌遠

  - 蒋曙，字耀之
    - 蒋延翰

  - 蒋庸，字臺臣
- 蒋伸，唐宣宗、唐懿宗朝宰相
- 蒋偕，左補闕
- 蒋仙，刺史
- 蒋佶，刺史
  - 蒋琛，字獻之

## 延伸阅读
[在维基数据编辑]
 《舊唐書·卷149》，出自刘昫《舊唐書》
 《新唐書·卷132》，出自《新唐書》